# اسفندآباد (ابرکوه)
اسفند آباد روستایی از توابع بخش بهمن از شهرستان ابرکوه استان یزد می‌باشد.
{{جعبه اطلاعات روستای ایران
|نام رسمی=اسفندآباد
|روی‌نقشه=
|عرض جغرافیایی=
|طول جغرافیایی=
|تصویر=
|اندازه تصویر=
|توضیح تصویر=
|استان=یزد
|شهرستان=ابرکوه
|بخش= بهمن
|دهستان=اسفندار
|نام بومی=
|نام دیکر=
|نام قدیمی=
|تاریخ بنیان‌گذاری=
|جمعیت= ۱۴۷۳نفر
|رشد جمعیت=
|تراکم‌جمعیت=
|زبان=
|مذهب=
|مساحت=
|ارتفاع=
|میانگین‌دما=
|میانگین‌بارش‌سالانه=
|شمارروزهای‌یخبندان=
|کد آماری    =۰۷۰۴۱۷
|ره‌آورد=
|پیش‌شماره=
|وبگاه=
|جمله‌خوشامد=
|پانویس={}
روستای اسفندآباد بسیار زیبا است.از جاهای دیدنی ان می‌شود به قلعه حاج خان،امام زاده،صحرا ها و غیره...
از سوغات ان پسته کشک نام برد و تولید داروی گیاهی پسته و تنباکو نام برد.
نویسنده:«امیدرضا پورمرادیان»

## موقعیت جغرافیایی
اسفندآباد، در ۵۲ درجه و ۲۴ دقیقه طول شرقی و ۳۰ درجه و ۵۵ دقیقه عرض شمالی واقع شده‌است. این روستا در سمت غرب کویر ابرکوه و از توابع بخش بهمن از شهرستان ابرکوه می‌باشد که فاصله آن تا شهر یزد ۱۷۰ کیلومتر و راه آن تماماً آسفالت می‌باشد. این روستا در جنوب شرق ابرکوه واقع شده‌است که از طرف شمال به روستای اسدآباد و از جنوب به روستای هارونی، از طرف غرب به رشته کوه‌های زاگرس داخلی که دنباله کوه‌های اقلید می‌باشد و از طرف شرق به کویر هرات و مروست منتهی می‌شود. به‌طور کلی محدودة ارضی دهستان اسفندار از شمال به بخش بهمن، از شرق به کویر ابرکوه، از غرب به شهرستان خرم بید و از جنوب به شهرستان بوانات محدود می‌شود. روستای اسفند آباد تا شهر ابرکوه ۳۰ کیلومتر و تا مرکز بخش بهمن (مهرآباد) ۱۵ کیلومتر فاصله دارد و ارتفاع آن از سطح دریا ۱۴۷۲ متر می‌باشد.

## جمعیت
این روستا در دهستان اسفندار قرار دارد و براساس سرشماری مرکز آمار ایران درسال ۱۳۹۰، جمعیت. ۱۴۷۳نفر (۴۰۵خانوار) بوده‌است.

## آب و هوا
اقلیم منطقه اسفندآباد تابعی از آب و هوای گرم و خشک فلات مرکزی ایران است که از خصوصیات آن نوسان زیاد درجه حرارت و کمی بارش است. اسفندآباد دارای یک ایستگاه کلیماتولوژی است که سابقه آمار آن کم است ولی تا حدی گویای اقلیم منطقه است. تجزیه و تحلیل‌های آماری اقلیم با استفاده از آمار ایستگاه اسفند آباد انجام گرفته‌است. این منطقه در زمستان دارای هوای معتدل و در تابستان اقلیمی گرم و بسیار خشک دارد. در زمستان درجه حرارت هوا تا ۱۰- درجه نیز می‌رسد ولی در تابستان حداکثر مطلق درجه حرارت تا ۴۳ درجه سانتیگراد صعود کرده و بدین ترتیب نوسان سالانه دما چیزی حدود ۵۳ درجه سانتی گراد می‌باشد. میزان بارندگی بسیار ناچیز می‌باشد. به‌طوری‌که متوسط آن به حدود ۷۵ میلی‌متر در سال می‌رسد، در حالیکه میزان تبخیر حدود ۱۵۰۰ میلی‌متر در سال است که این میزان تبخیر ۲۰ برابر بارندگی می‌باشد و باعث خشگی هوای منطقه می‌شود. عمدتاً بارش منطقه به صورت باران است و ندرتاً برف ریزش می‌کند و به‌طور متوسط در سال بیش از یک روز برفی دیده نمی‌شود. بارندگی تنها در ماه‌های آخر زمستان و اوایل بهار اتفاق می‌افتد که عمدتاً به صورت رگباری و درشت دانه‌اند و بعلت خشکی بیش از حد به سرعت تبخیرمی‌شوند و چون نامنظم بوده و جنس زمین نیز مساعد است به سرعت جاری شده و موجب سیلاب می‌شوند.